# 1961年香港
|        | 香港歷史 \| 香港歷史年表                                                                                                   |
| 世紀： | 19世紀香港 \| 20世紀香港 \| 21世紀香港                                                                                     |
| 年代： | 1930年代香港 \| 1940年代香港 \| 1950年代香港 \| 1960年代香港 \| 1970年代香港 \| 1980年代香港 \| 1990年代香港               |
| 年份： | 1957年香港 \| 1958年香港 \| 1959年香港 \| 1960年香港 \| 1961年香港 \| 1962年香港 \| 1963年香港 \| 1964年香港 \| 1965年香港 |
| 紀年： | 辛丑年（牛年）、香港開埠120周年、香港重光16周年                                                                            |

## 政府

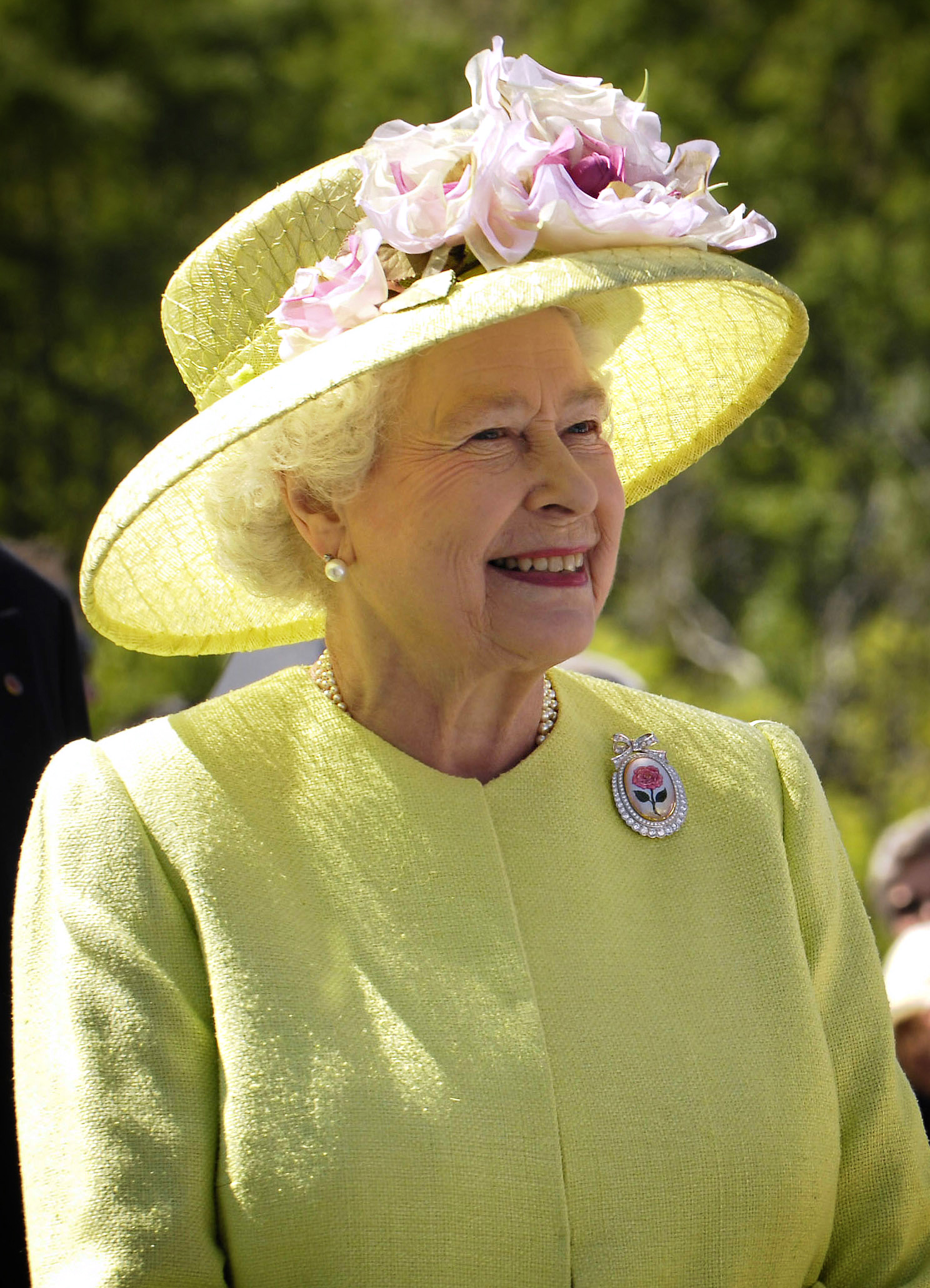
英国君主：伊丽莎白二世

## 大事記
- 1月6日，黃竹坑警校一名學警在宿舍暴斃。[1]
- 1月8日，九龍仔大坑東O座二樓48號屋勤益膠製拖鞋工塲中午發生火警，一名兩歲女童死亡。[2]
- 1月16日，山谷道木屋區大火，4死10傷，災民達11,264名。
- 2月8日，般咸道發生雙屍情殺案。
- 2月24日，九龍城南邊街十九號陳金記織布廠發生縱火案。[3]
- 3月5日，石硤尾順景台16號2人被殺。
- 3月22日，香港總督柏立基在立法局宣佈將會廢止在1951年9月生效的第246章《強制服役條例》，停止徵集英籍香港市民強制服役[4]。
- 3月23日，黃大仙徒置區N座發生兇殺案，1名男子被人用刀刺斃。[5]
- 3月27日，大埔猛鬼橋松仔園修路工人宿舍建築工人被刺死。[6]
- 4月3日，荃灣三叠潭發生謀殺案，十歲男童被埋屍三叠潭坑底。[7]
- 4月19日，發生空難，美國空軍一架飛往台南的C-47軍機往鯉魚門方向起飛後因濃霧及機件故障而於柏架山墜毀，15死1傷。
- 5月15日，
  - 黃大仙沙田坳道觀音廟發生命案。[8]
  - 發生火災，深水埗一個置於民居內的工業原料倉發生爆炸及大火，釀成29死45傷慘劇。
- 5月18日，九龍城龍岡道發生桃色兇殺案。[9]
- 5月19日，颱風愛麗斯吹襲香港，皇家香港天文台懸掛歷來時間最短的十號風球，僅生效2小時半，風眼直接穿過香港天文台總部，5死20傷。
- 6月2日，荃灣大窩口徙置區第3段1號石屋發生謀殺案。[10]
- 6月9日，李鄭屋徒置大廈R座六樓發生兇案。[11]
- 6月14日，界限街雙層巴士失事，1死22傷。
- 6月29日，牛頭角耀華鐵廠發生兇殺案。[12]
- 6月30日，香港仔田灣安老院建築地盤發生謀殺案。[13]
- 8月15日，太平紳士馬敘朝四子馬維炬被刺慘死。[14]
- 8月27日，堅尼地城一名狂漢隨意追斬途人，造成1死13傷後登上一大廈跳樓斃命。
- 9月9日－9月10日，強烈熱帶風暴奧加掠過香港，天文台懸掛八號風球，7人被山泥活埋喪生。
- 11月1日，北角開往牛頭角電船被美國軍艦所撞，2死19傷。
- 12月10日，亞皆老街華苑公寓裸屍案。
- 12月25日，鴨巴甸街44號一幢4曾高舊木樓倒塌。[15]

## 出生人物
- 1月18日 馬榮成
- 4月11日 李學斌
- 5月10日 李力持
- 6月22日 吳毅將
- 7月10日 張學友
- 7月16日 蔣志光
- 7月20日 郭家麒 (議員)
- 7月31日 鄧浩光
- 9月2日 黃秋生
- 9月4日 黃日華
- 9月27日 劉德華
- 9月30日 葉蒨文
- 11月18日 黃凱芹
- 11月19日 盧偉聰 (盧偉國兄弟)
- 12月7日 林夕
- 12月16日 金澤培
- 12月21日 吳鎮宇
- 12月31日 利智
- 呂米高
- 畢華流
- 邱禮濤
- 黃碧雲 (作家)
- 葉繼歡
- 鍾偉民 (專欄作家)
- 鍾國強 (詩人)
- 王維基

## 逝世人物
- 2月21日，潘澄波，前怡和洋行華人總經理[16]
- 7月23日，廖寶珊，廖創興銀行董事長